# Yasumasa Fukushima
Yasumasa Fukushima (jap. 福島 安正 Fukushima Yasumasa; ur. 27 maja 1852 w prowincji Shinano, zm. 19 lutego 1919 w Tokio) – generał Cesarskiej Armii Japońskiej, oficer wywiadu wojskowego. 

## Zarys biografii
Był potomkiem znanej rodziny samurajskiej z klanu Matsumoto, zamieszkałej w prowincji Shinano (obecnie prefektura Nagano). Od młodości służył w wojsku japońskim, szybko otrzymując przydział do Sztabu Generalnego. W późniejszych latach był attaché wojskowym w Chinach i Niemczech.
Będąc w Niemczech, oświadczył tamtejszym oficerom, że zamierza przejechać konno z Berlina do Władywostoku. Swoją zapowiedź spełnił. Podróż trwała od 11 lutego 1892 do 12 czerwca 1893. Pokonał 15 tys. km samotnie w siodle, przejeżdżając m.in. przez: Kostrzyn, Poznań, Koło, Kutno, Łowicz, Warszawę, Ostrołękę, Łomżę, Augustów, Suwałki, Mariampol, Kowno, Wiłkomierz, Dyneburg, Petersburg, Moskwę i Kazań. Był wówczas majorem. Z polecenia Sztabu Generalnego zbierał po drodze informacje o stanie wojsk, głównie rosyjskich, ówcześnie głównego rywala Japonii. Informacje wywiadowcze zbierał również w trakcie późniejszej podróży po Mongolii, Mandżurii i Korei. 
Pod wrażeniem jego wyczynu, poeta Naobumi Ochiai (jap. 落合直文, 1861–1903) napisał poemat „Podróż na koniu” (jap. 騎馬旅行 きばりょこう), którego częścią jest wiersz „Wspomnienie Polski” (jap. 波蘭懐古 / ポーランド懐古; ポーランドかいこ Pōrando-kaiko). Utwór ten stał się następnie znany jako pieśń wojskowa.
W ramach swoich działań nawiązał także kontakty z przedstawicielami polskich ruchów narodowo-wyzwoleńczych. Uważany jest za pierwszego Japończyka, który odwiedził Polskę.